# ليون روبن
ليون روبن (بالفرنسية: Léon Robin)‏ هو فيلسوف ومترجم فرنسي، ولد في 17 يناير 1866 في نانت في فرنسا، وتوفي في 9 يوليو 1947.